# Michel Jullien
Michel Jullien est un écrivain français, né en 1962. 

## Biographie
Après avoir été enseignant, au Brésil, de retour en France, il travaille dans l'édition.

## Livres
- 2009 : Compagnies tactiles, Verdier
- 2011 : Au bout des comédies, Verdier
- 2012 : Mont-Blanc, premières ascensions
- 2013 : Esquisse d'un pendu, Verdier
- 2014 : Yparkho, Verdier (Prix Tortoni 2015)
- 2017 : Les Combarelles, L’Écarquillé
- 2017 : Denise au Ventoux, Verdier (Prix littéraire 30 Millions d’amis 2017, Prix Franz-Hessel 2018)
- 2018 : L’Île aux troncs, Verdier (Prix de la Matinale de l’ENS)
- 2019 : Intervalles de Loire, Verdier
- 2022 : Andrea de dos, Verdier (Prix Naissance d’une œuvre 2022)
- 2023 : Constat d'estuaire, La Guêpine
- 2024 : Vu d’un cercle, Verdier

## Sur quelques livres

### Denise au Ventoux(2017)
Paul, employé parisien, chargé de sortir Denise, la chienne bouvier bernois (43 kilos) de Valentine Dessange, pendant une virée outre-Atlantique et un court séjour en maison de repos, l'emmène en train puis en voiture au Mont Ventoux pour un court séjour à Savoillans (Vaucluse), dans une maison appartenant à Tante Eliette Cassegrain, de Montbrun, qui vit avec Tonnerre, le chien de son mari défunt. Paul connaît et fréquente Adèle Dessange, relieuse et encadreuse, et son ami Jean. 
Denise a, sous le nom d’Athéna, permis à Valentine de se reconstruire, de reprendre confiance en elle, après traitement de ses phobies, embauche comme petite main laborantine par sa sœur Adèle, logement dans une chambrette dans un sixième étage de la rue Notre-Dame-des-Champs, et rencontre avec un client, Joop Van Gennep, de Leyde, commerçant en tulipes, trèfles (à bonheur), oxalis, puis petit théâtre portatif (dîner à la table de Van Gogh) à partir du capharnaüm, racheté, faute de mieux, en 1985, à l'auberge Ravoux d'Auvers.
La relation de Denise et Paul est immédiate, quasi fusionnelle (partons d'ici), et gênante pour Valentine. Denise, recalée comme chien d'aveugle, sous le nom de Chooky, chien de ville, habitué à des parcours hygiéniques restreints, découvre avec Paul, le narrateur, marcheur, arpenteur, la fascination pour le Mont Ventoux, hors saison touristique, à deux. 
Le dernier jour, Denise toujours dix pas en avant, après la montée, la léproserie des chênes, la passe des sapins, la calotte jaunâtre sommitale, le repas à l'abri de la table d'orientation, le drame surgit à la descente (p. 107-, au détour d'une lame de rocher gris louvet : quelques chamois, une ravine, un pierrier, un ravin, un décrochement, des bruits mêlés, puis plus rien. Paul appelle, cherche, descend : elle avait les yeux comme meuglent les veaux (p. 115), le dos ébréché quelque part, une espèce de fêlure à perpétuité.
Une trop longue attente, des lassitudes, pour Paul qui assiste cet animal debout à quatre pattes, comme une table, comme chez Giacometti, désormais condamné à une horizontale de gisant souffrant : une pierre a raté son suicide (p. 121).

### L'île aux troncs(2018)
Années 1950, monastère de Valaam, île de Valaam (24 km2), archipel de Valaam, sur le lac Ladoga, en Carélie (nord-ouest de la Russie, près de la frontière finlandaise). L'île est un timbre-poste, une pastille, une miette. Le monastère de la Transfiguration du Sauveur a été transformé en colonie de relégation d'une soixantaine d’estropiés (survivants), avec infirmerie et cantine (et ravitaillement au moins en eau-de-vie), sans gardiens.
Tous sont amputés ou demi-amputés, sectionnés, rabougris, amochés, éclopés, avec prothèses, béquilles, planche (plus que chariot) à roulettes. La seule exception est Kotik Léonid Tchoubine (cellule no 38), le guillemot, à qui manquent seulement une jambe et un bras. Tous les autres (dont ses voisins Piotr Antonov Sniezinsky (39) rondelet samovar, stable d'ivrognerie, Andreï Zotcholnikov (40), Makar Goudiniev (41), Ossip Svebnikov (42)), samovars, otaries sont des boîtes noires de souffrance (p. 25) lorsque les grandes douleurs ventriloques réveillent leurs moignons, leurs quignons aux changements de saison. 
Huit à neuf mois d'hiver, avec au moins 60 centimètres de sol gelé, et trois à quatre mois de printemps, de boue et de moustiques. Avec permafrost et gabbro, on peut toujours espérer faire pousser des choux ! Flore : mélèzes, frênes, pins sibériens. Faune : visons, écureuils, lièvres, renards, poissons.
La vie se passe en déambulations, saouleries, gueuleries, luttes, mêlées, rixes, et jeux d'échecs, ou essais de natation en chambre. Pour ces exilés forcés, vétérans, héros et déchus, ce pourrait être une utopie, un anti-domaine, un lieu carcéral à ciel ouvert (p. 31). Mais ce tableau de Brueghel, avec ces Freaks, ces hauts comme trois pommes, c'est plutôt une anti-utopie, l'île aux remords du pouvoir soviétique (p. 32).
Kotik et Piotr, de 1942 à 1945, ont fait trois ans de mitards hospitaliers à Moscou, à rêver sur la photographie de journal de l'héroïne Natalia Fiodorovna Mekline (p. 54), avec un peu d'aide sociale et beaucoup de mendicité (efficace en période de défilé de victoire). La vente de la première médaille rapporte, pas la seconde, quand tout le monde vend les siennes. Puis de 1946 à 1949 quatre ans à Léningrad, de requêtes bien sûr, mais surtout de mendicité et d'alcoolisation. Puis, en 1949, comme ailleurs, tous ces déchus, déclassés, démédaillés, parasites, improductifs, socialement marginaux, sans domicile fixe, intouchables, on décida non pas de les déporter comme des opposants politiques en Sibérie, mais de leur fournir une affectation spéciale, de proximité... en plusieurs vagues, pour plusieurs centaines de samovars ou de fers à repasser.
Piotr sculpte de la vaisselle en bois, puis des statuettes, surtout féminines, puis des statues. Kotik en fait commerce, ou plutôt troc, de quoi s'acheter d'autres objets, comme des chaussettes, des vêtements, ou un chariot pour se promener à deux, en presqu'île, à nageoter, à rêver surtout, au grand départ avant le dégel du lac...